# Alfabeto N'Ko
El N'Ko es un alfabeto ideado por Solomana Kante en 1949 como sistema de escritura para la lengua mandenká o mandingá de África Occidental; N'Ko significa 'yo digo' en todas las variantes de la lengua mandenká. Su entidad normativa es la Asociación Kurukan fuwa gbara.

## Descripción

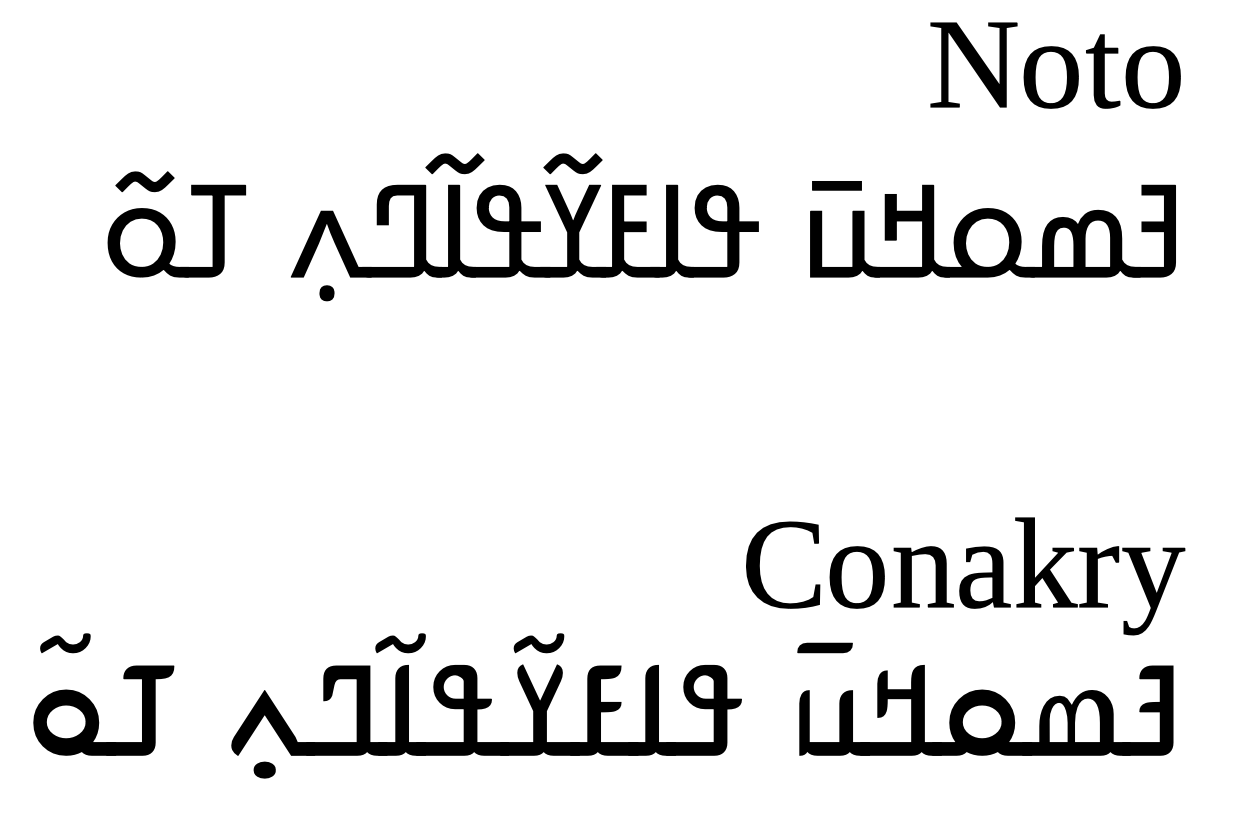
"La enciclopedia libre" (ߔߘߋߞߎ߫ ߟߊߓߌ߬ߟߊ߬ߣߍ߲ ߠߋ߬) en alfabeto N'Ko, con dos tipos de letra (Noto y Conakry).

El N'Ko empezó a usarse públicamente en Kankan, Guinea, para transcribir los dialectos mandenká, sobre todo el maninká oriental, a principios de la década de 1950. El "Día del Alfabeto N'Ko" es el 14 de abril, debido a que en esa fecha de 1949 fue cuando se dio por finalizado el diseño de tal escritura.
Tiene algunas similitudes con el alifato o alfabeto árabe, principalmente el sentido de la escritura (de derecha a izquierda) y la interconexión gráfica de las letras.
La introducción del alfabeto vino acompañada de un movimiento que promocionó la literatura escrita en N'Ko entre los hablantes de lenguas mandé de África Occidental.
Se usa principalmente en Guinea y Costa de Marfil (para escribir las lenguas maninká y yulá, respectivamente), contando también con una activa comunidad de usuarios en Mali (para escribir en bámbara). Los textos publicados en N'Ko incluyen una traducción del Corán, varios libros de texto educativos sobre Física y Geografía, trabajos poéticos y filosóficos, descripciones de medicina tradicional, un diccionario y numerosos periódicos locales.
En 2006 fue aprobada la codificación del N'Ko en el sistema Unicode 5.0. Posee el código ISO 15924 Nkoo.

## Letras

### Vocales
| Letra         | ߐ   | ߏ   | ߎ   | ߍ   | ߌ   | ߋ   | ߊ   |
| Imagen        |     |     |     |     |     |     |     |
| Nombre        | O   | Oo  | U   | E   | I   | Ee  | A   |
| Pronunciación | /ɔ/ | /o/ | /u/ | /ɛ/ | /i/ | /e/ | /a/ |

### Consonantes
| Letra         | ߙ   | ߘ    | ߗ    | ߖ    | ߕ   | ߔ   | ߓ   | ߡ   | ߟ   | ߞ   |
| Imagen        |     |      |      |      |     |     |     |     |     |     |
| Nombre        | Ra  | Da   | Cha  | Ja   | Ta  | Pa  | Ba  | Ma  | La  | Ka  |
| Pronunciación | /ɾ/ | /d/  | /t͡ʃ/ | /d͡ʒ/ | /t/ | /p/ | /b/ | /m/ | /l/ | /k/ |
| Letra         | ߝ   | ߜ    | ߛ    | ߚ    | ߒ   | ߦ   | ߥ   | ߤ   | ߣ   | ߢ   |
| Imagen        |     |      |      |      |     |     |     |     |     |     |
| Nombre        | Fa  | Gba  | Sa   | Rra  | N   | Ya  | Wa  | Ha  | Na  | Nya |
| Pronunciación | /f/ | /ɡ͡b/ | /s/  | /r/  | /n̩/ | /j/ | /w/ | /h/ | /n/ | /ɲ/ |